# Anacolosa
Anacolosa es un género de plantas con flores con 25 especies pertenecientes a la familia de las olacáceas.

## Especies seleccionadas
- Anacolosa arborea Koord. & Valeton
- Anacolosa casearioides Cavaco & Keraudren
- Anacolosa cauliflora Sleumer
- Anacolosa celebica Valet. ex Koord.